# Kintra (Islay)
Kintra, schottisch-gälisch: Cinn Tràgha, „Spitze des Strands“, ist eine kleine Streusiedlung auf der schottischen Hebrideninsel Islay. Sie befindet sich etwa 5,5 Kilometer westlich des Fährhafens Port Ellen und zwölf Kilometer südlich der Inselhauptstadt Bowmore im Nordwesten der Halbinsel Oa. 
Die nächstgelegenen Siedlungen sind das etwa drei Kilometer südlich gelegene Cragabus. Kintra besteht nur noch aus wenigen bewohnten Häusern. Im Jahre 1841 wurden in Kintra noch 54 Personen gezählt, die sich auf drei Familien aufteilten. Hiervon waren 33 weiblichen und 21 männlichen Geschlechts. Zehn Jahre später lebten 66 Personen in Kintra.
Kintra liegt an einer Straße die von Port Ellen bis zu den heutigen Wüstungen Frachdale und Grasdale führte. Nördlich der Ortschaft mündet der Kintra River in die Laggan Bay.

## Archäologische Funde
Etwa einen Kilometer südöstlich von Kintra befindet sich der Stehende Stein Carragh Bhan, der angeblich die Grabstelle Godred Crovans, König des Kingdom of the Isles, markiert. 
Einen Kilometer südwestlich der Siedlung wurden auf einer kleinen, felsigen Gezeiteninsel an der Küste der Laggan Bay die Reste eines runden Duns entdeckt. Die zehn Meter messende Anlage Dun A’chail wird von einem 1,3 m hohen und zwei Meter mächtigen Mauerwerk umgeben, bei dessen Errichtung geschickt der natürliche Fels genutzt wurde.
Die möglichen Reste einer Shieling-Hütte befinden sich einen Kilometer südsüdwestlich von Kintra auf halber Strecke nach Frachdale nahe dem Zusammenfluss zweier Bäche.

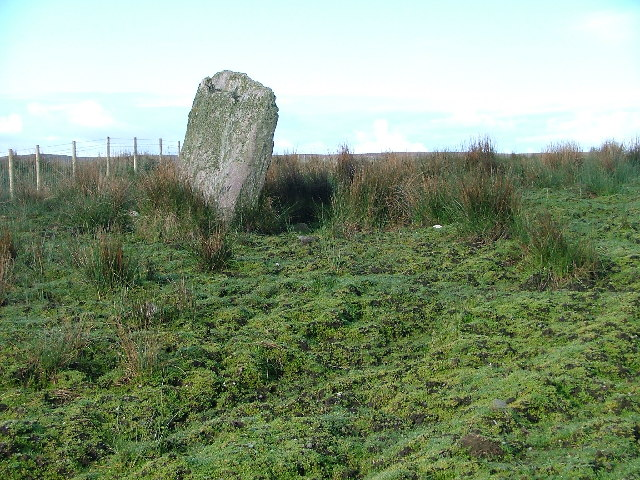
Menhir Carragh Bhan
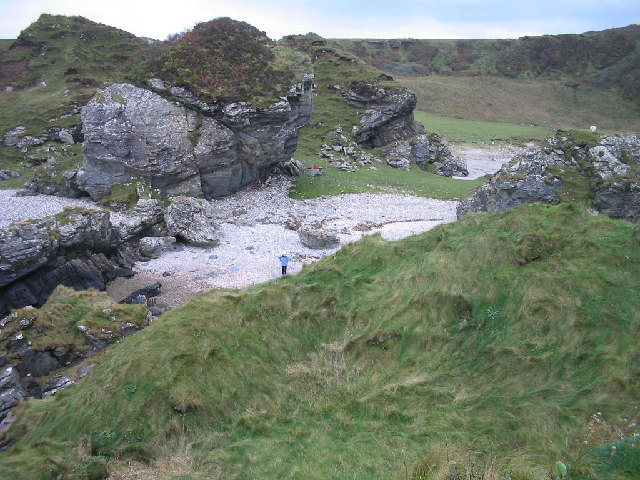
Dun A’chail